# Donogoo Tonka
Donogoo Tonka ist ein deutscher Spielfilm aus dem Jahre 1936 von Reinhold Schünzel mit Anny Ondra und Viktor Staal in den Hauptrollen.

## Handlung
Josette und Pierre sind ein unternehmungsloses Pariser Pärchen, das jedoch, da beide ohne Arbeit, unter chronischem Geldmangel leidet. Auf einer Seine-Brücke beratschlagen sie, wie sie ihrem fiskalischen Elend entkommen können, da will der mutlos gewordene Pierre kurzerhand über die Brücke in die Tiefe springen, als ihn gerade noch im letzten Moment ein Fremder vom Selbstmordversuch zurückhalten kann. Der Mann heißt Miguel Rufisque und wirkt wie ein schon etwas betagter Wirrkopf und Spinner. Er nimmt das Paar mit in seine „Klinik“, weil er dort mittels eines eigens entwickelten Helmes ihre Gehirne fotografieren will. Das Resultat des skurrilen Experiments ist, dass Rufisque ihnen voraussagt, dass sie demnächst bei der Moschee einen Mann kennen lernen werden, der aus dem Osten kommt und sich vor ihren Augen die Nase putzen wird. An ihn sollten sich Josette und Pierre halten, denn er wird ihnen Glück bringen.
Gesagt, getan. An eben besagter Moschee begegnen sie jenem prophezeiten Mann, der sich Trouhadec nennt und ein Professor für Geografie ist. Josette will dem alten Zausel folgen, während Pierre weniger begeistert ist. Josette folgt Trouhadec in dessen Wohnung, wo wenig später dann auch Pierre auftaucht. Es kommt zu einer Eifersuchtsszene, in deren Verlauf Pierre einige Bücher des Gelehrten durch die Luft wirbelt. Verängstigt verlässt der ältere Herr rasch sein eigenes Domizil, um die Polizei zu benachrichtigen. Bald darauf taucht ein gewisser Monsieur Broudier auf, der das Pärchen für die Dienstboten des Herrn Professors hält. Er trägt Pierre und Josette auf, Trouhadec bei seiner Rückkehr an Donogoo Tonka zu erinnern. Tatsächlich kehrt der Professor bald zurück, und die beiden jungen Leute übermitteln ihm Broudiers mysteriöse Botschaft. Trouhadec erscheint ihnen ziemlich deprimiert.
Denn er befindet sich in einer schwierigen Situation, von der er den beiden nun erzählt. Er sei diesem Glücksritter Broudier auf den Leim gegangen, denn in einer seiner Veröffentlichungen über Südamerika habe er, Trouhadec, über die sagenumwobene Stadt Donogoo Tonka berichtet und musste dann schließlich feststellen, dass er einem Märchen eben jenes Schwindlers Broudiers glaubte. In Wahrheit gäbe es nämlich keinen Ort dieses Namens. Seitdem versuche Broudier ihn unter Druck zu setzen, ihn zu erpressen. Um die Reputation des Professors zu retten, bietet Josette dem hilflosen Mann kurzerhand an, die fehlende Stadt zu gründen – nichts ahnend, dass sie damit am Anfang eines turbulenten Abenteuers stehen. Denn die Mär von der nun doch existieren Stadt bringt allerlei raffgierige Spekulanten und Glücksritter auf den Plan wie etwa den Bankier Margajat, der ein dickes Geschäft wittert, zumal auch er von Broudier den Bären aufgebunden bekam, dass es in Donogoo Tonka ein Berg voll Gold gebe. Eine Aktiengesellschaft wird gegründet, auf deren Konto rasch eine Menge Geld fließt.
Pierre macht nun Nägel mit Köpfen, ehe der ganze Schwindel zu platzen droht. Er reist in Begleitung einiger Abenteurer nach Südamerika, in der festen Absicht, endlich Donogoo Tonka aus dem Nichts hochzuziehen. Mitten im Nirgendwo einer Steppe wird der Ort gegründet, während daheim in Paris die ersten Aktionäre ungeduldig werden und auf ihre Dividende warten. Margajat erwägt, sich abzusetzen, weil er allmählich auch nicht mehr an eine Goldgrube namens Donogoo Tonka glaubt. Da erreichen ihn von dort gute Nachrichten: Stadt im Aufbruch, eine Eisenbahnlinie wurde soeben fertig gestellt. Und mit ebendieser kommt auch Josette zu ihrem Pierre angereist, um ihn in Donogoo Tonka kirchlich zu heiraten und dort ihr neues Glück aufzubauen.

## Produktionsnotizen
Donogoo Tonka, in Österreich auch unter dem Langtitel Donogoo Tonka. Die geheimnisvolle Stadt geführt, entstand von Mitte November bis Ende Dezember 1935 im Ufa-Atelier in Neubabelsberg. Die Uraufführung fand am 24. Januar 1936 in Berlins Gloria-Palast statt, die Wiener Premiere war am 28. Februar 1936.
Komponist Werner Eisbrenner hatte auch die musikalische Leitung, Franz Doelle schrieb das Titellied. Walter Rühland besorgte den Ton, Kurt Hoffmann assistierte Regisseur Schünzel. Die von Willy Schiller ausgeführten Filmbauten entwarf Otto Hunte. Produzent Neusser hatte auch die Herstellungsleitung.
Mit diesem Film und „Die letzten Vier von Santa Cruz“ beendete der legendäre erste Film-Nosferatu Max Schreck im Dezember 1935 seine Leinwandlaufbahn. Er starb nur zwei Monate später.
Zeitgleich drehte Schünzel auch eine französische Version dieses Films unter dem Titel „Donogoo“. Ihm wurde mit Henri Chomette ein französischer Dialogregisseur zur Seite gestellt. Die Darsteller waren ausschließlich Franzosen.

## Kritiken
„Der Scherz von Donogoo Tonka ist nicht ohne jene tiefere Bedeutung, die wir seit Grabbe hinter der wahren Satire wissen wollen. Worin sie liegt – das unbeschreiblich vergnügte Publikum entdeckte Donogoo Tonka in jeder Szene dieses köstlichen Films. (…) Reinhold Schünzel liegt so etwas wie keinem außer ihm. Welche Einfälle, welche Lockerheit, welcher stets richtige Ton...“

„…Aber es fehlt in diesem Film die Substanz, die – sagen wir – positive Moral, die das deutsche Filmpublikum nun einmal wünscht. Vielleicht hätten besser die Franzosen ihren Romains verfilmt. Aber nichts gegen die filmische Leistung. Schünzel vergreift sich nirgends, weder im Tempo, noch im Ton, noch in der Technik. Er quirlt diese seltsame, diese spannende, teilweise verrückte Geschichte famos durcheinander…“

„Ein blühender Unsinn. Aber mit Tempo, unerhörtem Tempo gemacht. Von schmissigen Rumbarhythmen und brillant pointierten Dialogen vorwärtsgetrieben und durch den Wirbelwind, Anny Ondra, aufgemöbelt! (…) Schünzel, der auch Regie führte, hat seiner munteren Spiellaune in allen Dingen freien Lauf gelassen. Seine rasante Regieführung ist voller netter Einfälle und hat in der Beweglichkeit Musikalität..“

Paimann’s Filmlisten befand: „Eine verrückte Handlung ohne Ruhepunkte parodiert gewisse Faiseurpraktiken, hat pointenreichen Dialog. Oft etwas überspitzte Regieführung. Die Ondra hier fast zu beweglich, hat einen sympathischen Partner und ehrlich bemühte Gegenspieler. Geschickt rhytmisierte Musik (Eisbrenner, Doelle), Pariser Außenaufnahmen und Atelier-Südamerika“.